# ロジャー・アーサー・ジョンソン

ジョンソン円（赤）とジョンソン三角形（青）

ロジャー・アーサー・ジョンソン（英: Roger Arthur Johnson、1889年6月9日 - 1954年 ）はガードナー生まれのアメリカの数学者。
1910年にアマースト大学の学士号、その翌年にハーバード大学で修士号を得た。1913年には、ジュリアン・クーリッジの下、博士号を獲得した。学位論文は1914年の Transactions of the American Mathematical Societyに The Conic as a Space Element という題名で投稿された。1917年、ケース・ウェスタン・リザーブ大学の数学講師に選ばれ、その後にハムリン大学の教授となった。1926年からは ブルックリンのハンターカレッジ分校（のちのブルックリン・カレッジ）で数学教師として、教鞭を執った。1947年から1952年は数学科長を務めた。
ジョンソンは幾何学、特に三角形と円に興味を持っており、著作 Advanced Euclidean Geometry などを出版した。ジョンソン円は彼が発見し、彼に因み名づけられた円である。
また、ジョンソンの定理は1916年にジョンソンが発表した、今でも初等幾何学には未知が数多く存在することを知らしめた定理である。
ジョンソンの定理 ― ある一点で交わる半径の等しい3円について、円の他の3つの交点を通る円は最初の円と半径が等しい。

## 著作物
- Modern Geometry – An Elementary Treatise on the Geometry of the Triangle and the Circle, Houghton Mifflin, 1929[7][8]